# Luther Burbank
Luther Burbank (Lancaster, 7 de março de 1849 — Santa Rosa, 11 de abril de 1926) foi um horticultor norte-americano.